# Comuna Polohî-Verhunî, Pereiaslav-Hmelnițki
Polohî-Verhunî (în ucraineană Пологи-Вергуни) este o comună în raionul Pereiaslav-Hmelnițki, regiunea Kiev, Ucraina, formată din satele Nateahailivka, Perșe Travnea și Polohî-Verhunî (reședința).

## Demografie
Componența lingvistică a comunei Polohî-Verhunî
     Ucraineană (98,27%)
     Rusă (1,56%)
     Alte limbi (0,18%)
Conform recensământului din 2001, majoritatea populației comunei Polohî-Verhunî era vorbitoare de ucraineană (98,27%), existând în minoritate și vorbitori de rusă (1,56%).